# Solbrud
 Denne artikel bør gennemlæses af en person med fagkendskab for at sikre den faglige korrekthed.

At være solbrud er et gammelt frugtbarhedsritual som stammer tilbage fra bronzealderen.
Unge piger klædt i hvidt dansede til ære for solen for at gøre markerne frugtbare[kilde mangler]. Senere gik det over til at være et ritual, hvor gifte modne piger dansende til ære for Frej og Freja for at hilse solen velkommen tilbage fra vinteren.